# Horace St. Paul
Horace St. Paul of Ewart (* 14. April 1729; † 16. April 1812 in Ewart Park, Northumberland) war ein österreichischer Obrist im Siebenjährigen Krieg und späterer britischer Diplomat.

## Biografie

### Familie und Jugend
Horace St. Paul wurde am 14. April 1729 als ältester Sohn des Robert Paul, eines englischen Landedelmanns aus Northumberland an der Grenze zu Schottland geboren. Der Vorsatz Saint wurde der Familie erst im Januar 1768 durch eine Parlamentsakte zugebilligt. Die Familie bewohnte Ewart-House, einen kleinen Herrensitz neben dem eineinhalb Meilen südlich von Doddington liegenden Weiler Ewart Park. Der Ort hatte zur Zeit Horace St. Pauls etwa 150 Einwohner. Am 4. Juli 1749 trat er in Gray’s Inn mit der Absicht eine juristische Laufbahn einzuschlagen ein. Aufgrund einer Eifersüchtelei, es ging wohl um das Geschenk einer Tabaksdose, erstach Horace St. Paul am 24. Mai 1751 seinen Nebenbuhler im Duell.

### Im Dienst der Kaiserin
Um der Todesstrafe zu entgehen, floh Horace St. Paul über Frankreich nach Brüssel. Bei Ausbruch des Siebenjährigen Krieges trat Horace St. Paul in österreichische Dienste und nahm als Aide-de-camp des Karl Alexander von Lothringen und ab 1757 des Feldmarschalls Leopold Joseph von Daun an den Kampagnen in Böhmen teil. Aufgrund seiner Verdienste wurde er am 27. Januar 1759 durch Maria Theresia in den Reichsgrafenstand erhoben und erhielt den Rang eines Obristen der Kavallerie. Das Erbe seines 1762 verstorbenen Vaters konnte er aufgrund des bestehenden Haftbefehls noch nicht antreten. Erst 1765 konnte der auf die Vermittlung von Freunden hin über Paris nach England zurückkehren, wo der die Begnadigung durch König Georg III. erlangte.

### Im diplomatischen Dienst Britanniens
Nach seiner Rehabilitation trat Horace St. Paul in den diplomatischen Dienst und wurde 1772 in Paris Sekretär des britischen Botschafters Lord Mansfield. In Paris bezog er ein Haus in der Rue de Grenelle und heiratete am 5. Februar 1774 in der Kapelle der britischen Botschaft Anne Weston, die Tochter Sir Henry Westons. Zu den Aufgaben Horace St. Pauls, der aufgrund seiner früheren Tätigkeit in Österreich über weitreichende Kontakte verfügte, gehörten auch geheimdienstliche Berichte. Am 12. Juli 1775 berichtete er als Erster über die französische Unterstützung der nordamerikanischen Rebellen durch Waffen und Munitionslieferungen via Santo Domingo. Aus dem Bericht wurden von der Britischen Regierung keine Konsequenzen gezogen. Am 29. März 1776 wurde Horace St. Paul in Abwesenheit von Lord Mansfield von König Georg III. zum stellvertretenden Botschafter am französischen Hof ernannt. Kurzzeitig nach Schweden abberufen kehrte er im Januar 1777 nach Paris zurück. Infolge der britischen Kriegserklärung an Frankreich von 1778 wurde Horace St. Paul nach England zurückgerufen.

### Im Ruhestand
Der Diplomatie leid forderte er seinen Abschied und erhielt eine Pension. Bis zu seinem Tod 1812 lebte Horace St. Paul als Privatmann auf seinem Besitz Ewart-House in Northumberland, wo er 1812 starb. Horace St. Paul wurde neben seiner Ehefrau Anne und seinem Sohn Henry in der Dorfkirche von Doddington beigesetzt.
Sein Sohn Sir Horace David Cholwell St.Paul (* 6. Januar 1775; † 8. Oktober 1840) war britischer Abgeordneter und heiratete am 4. Mai 1803 Anna Maria Ward.

## Bedeutung
Horace St. Paul hielt die Ereignisse des Siebenjährigen Krieges in seinen Tagebüchern fest, die wie seine diplomatischen Berichte, Briefe und späteren Aufzeichnungen wichtige Quellen für die Geschichte der zweiten Hälfte des 18. Jahrhunderts darstellen.

## Werke
- Horace St. Paul: A journal of the first two campaigns of the seven years war, University Press, 1914, 432 S.
- Horace St. Paul: 1756 : the war in Bohemia : the journal of Horace St Paul, Hrsg., Neil Cogswell, Guisborough : Gralene Books, 1996.
- Horace St. Paul: 1757 : Reichenberg and Malleschitz : the journal of Horace St. Paul from 10th April to 6th May, Hrsg., Neil Cogswell, Guisborough : Gralene Books, 1997.
- Horace St. Paul: 1757 : the defence of Prague : the journal of Horace St. Paul from 7th May to 28th June including the Campaign of Marshal Daun, Hrsg., Neil Cogswell, Guisborough : Gralene Books, 1998.
- Horace St. Paul: 1757, from the Elbe to the Oder : the journal of Horace St. Paul from June 28th to October 4th, Hrsg., Neil Cogswell, Guisborough : Gralene Books, 2001.
- Horace St. Paul: Nike and Nemesis : the journal of Horace St Paul from October 5th 1757 to January 6th 1758, Hrsg., Neil Cogswell, Guisborough : Gralene Books, 2004.
- Horace St. Paul: 1758, Olmütz and Hochkirch : the journal of Horace St. Paul from January 8th to November 28th 1758 …, Hrsg., Neil Cogswell, Guisborough : Gralene Books, 2006.
- Horace St. Paul: 1759, Kunersdorf and Maxen : the journal of Colonel Horace St. Paul from January 27th to November 25th 1759 …, Hrsg., Neil Cogswell, Guisborough : Gralene Books, 2007.
- Horace St. Paul: 1760 : Armageddon : the journal of Colonel Horace St Paul, Hrsg., Neil Cogswell, Guisborough : Gralene Books, 2010.

## Porträts Horace St. Pauls
- Richard Wilson: Horace Saint Paul, AD 1748, Öl auf Leinen, (abgebildet W. G. Constable: Richard Wilson, Routledge & Kegan Paul, Abbildung 3a)
- John Downman: Horace St. Paul, Kreide und Feder, 1799 (abgebildet bei Butler 1911, Fontispiez Band I.)